# Нови-Пазар (село)
Нови-Пазар (болг. Нови пазар) — село в Болгарии. Находится в Кырджалийской области, входит в общину Черноочене. Население составляет 229 человек.

## Политическая ситуация
Нови-Пазар подчиняется непосредственно общине и не имеет своего кмета.
Кмет (мэр) общины Черноочене — Айдын Ариф Осман (Движение за права и свободы (ДПС)) по результатам выборов в правление общины.